# Wilhelm Liebknecht
Wilhelm Liebknecht [ˈvɪlhɛlm ˈliːpknɛçt], né le 29 mars 1826 à Gießen et mort le 7 août 1900 à Berlin, est un socialiste et révolutionnaire allemand, cofondateur du Parti social-démocrate d'Allemagne (Sozialdemokratische Partei Deutschlands, SPD).
Il est successivement membre de la Ligue des communistes, de l'Association internationale des travailleurs et du Parti ouvrier social-démocrate, puis prend part à la fondation de la Deuxième Internationale. Il est le père de Karl Liebknecht.

## Biographie

### Famille
Wilhelm Liebknecht est le fils de Ludwig Christian Liebknecht et de Katharina Elisabeth Henrietta (née Hirsch).
Liebknecht se marie deux fois :
- en 1854, il épouse à Londres Ernestine Landolt, dont il a deux filles, Alice et Gertrud.
- en 1868, il épouse Natalie Reh (1835-1909) à Darmstadt, qui est, comme Wilhelm, une descendante du professeur de théologie et de mathématiques à l'université de Gießen Johann Georg Liebknecht (1679-1749). De ce mariage naissent les avocats et hommes politiques marxistes Theodor (1870-1948) et Karl Liebknecht (1871-1919).

### Carrière
Entre 1842 et 1846, Liebknecht étudie la philologie, la philosophie et la théologie protestante aux universités de Gießen, Berlin et Marbourg. En même temps, il apprit les métiers de charpentier et d'armurier, afin de se préparer à une émigration éventuelle vers les États-Unis. Il se rapprocha du saint-simonisme. En 1846, il fut le meneur d'un mouvement étudiant à Gießen. À cause de ses activités politiques, il fut obligé d'émigrer vers la Suisse en 1847 avant de terminer ses études. À Zurich, il enseigna dans une école influencée par le pédagogue Friedrich Fröbel. Il commença aussi à travailler comme correspondant pour des journaux.
En février 1848, il se rend à Paris au moment de la Révolution de 1848. Ensuite, il participa à la révolution allemande de 1848-1849 dans le Sud-Ouest comme lieutenant dans le corps-francs ouvriers de Gustav Struve. Il se réfugia à Genève où il rencontra Friedrich Engels. À cause de ses activités politiques, le gouvernement suisse expulsa Liebknecht en 1850 vers Londres. Karl Marx accusa Carl Vogt, un autre émigrant originaire de Gießen, d'avoir dénoncé Liebknecht.
En Angleterre, il rejoignit le Bund der Kommunisten (Ligue des communistes) de Marx et Engels. Il travailla en exil comme enseignant privé et journaliste. En 1862, il put retourner en Allemagne après une amnistie pour les révolutionnaires de 1848/1849.

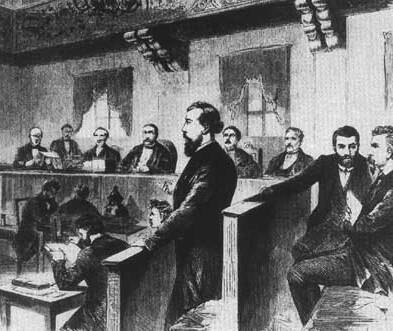
Wilhelm Liebknecht (au milieu debout au pupitre), August Bebel (à droite, qu'on voit de profil) et Adolf Hepner, derrière Bebel, lors du procès pour haute trahison de Leipzig du 11 au 26 mars 1872

Il adhère à l’Association internationale des travailleurs (AIT, Première Internationale), fondée en 1864. En 1866, avec August Bebel, il fonda le Sächsische Volkspartei (Parti populaire saxon), puis en 1869 le SDAP (Sozialdemokratische Arbeiterpartei, Parti ouvrier social-démocrate), qui fusionne avec les lassalliens de l'ADAV en 1875, puis devient le SPD en 1890.
En 1868, il fonde avec Bebel le journal L'Hebdomadaire démocratique (Demokratisches Wochenblatt), qui publie des articles de Karl Marx, Friedrich Engels, Moses Hess, Joseph Dietzgen et Johann Eccarius.
Il est élu député au Reichstag d'Allemagne du Nord en 1867. En 1870, il refuse avec Bebel de voter les crédits pour la guerre franco-allemande de 1870, puis se solidarise en 1871 avec la Commune de Paris, ce qui lui vaut d'être arrêté et condamné à deux ans de prison pour « haute trahison ». Il est de nouveau emprisonné pendant la période des Lois antisocialistes.
À l'initiative notamment de Friedrich Engels et de Liebknecht se constitua en 1889 la Deuxième Internationale.
Dans les années 1890, il est rédacteur en chef du quotidien socialiste de Berlin, le Vorwärts, qui est alors l'organe central du SPD.

### Mort
Il est enterré au cimetière central de Friedrichsfelde à Berlin.
Ses Souvenirs ont été publiés en France en 1901.

### Citation
« L'école est le plus puissant moyen de libération, et l'école est le plus puissant moyen d'asservissement ‒ selon la nature et la fin de l'État. Dans l'État libre, un moyen de libération ; dans l'État non-libre, un moyen d'asservissement. "La formation rend libre" ‒ exiger de l'État non-libre qu'il forme le peuple, ça signifie l'encourager au suicide. Le moderne État de classe est déterminé, par son essence, à la non-liberté (...). Il ne peut employer des hommes libres, uniquement des sujets obéissants ; pas des caractères, uniquement des âmes de servants et d'esclaves. Puisqu'un servant et un esclave "intelligent" est plus utilisable qu'un inintelligent ‒ les Romains déjà accordaient une valeur particulière aux esclaves qui avaient appris quelque chose, et payaient pour eux un prix y correspondant ‒, l'État moderne s'assure d'une certaine intelligence, c'est-à-dire une intelligence de servant, qui raffine et parachève l'outil humain, de sorte que soit plus aisé de travailler avec lui. Ainsi l'école devient un établissement de dressage, au lieu d'un établissement de formation. À la place d'éduquer des humains, elle éduque des recrues, qui s'empressent de prendre leurs ordres à la caserne, cette fabrique de machines humaines; des contribuables, qui ne moufteraient pas même si on leur mangeait de la laine sur le dos; des esclaves salariés du capital, qui trouveraient ça normal qu'on leur suce le sou jusqu'à la moelle. »

## Œuvres
Écrits
- Die politische Stellung der Socialdemokratie. Leipzig 1869.
- Zu Trutz und Schutz. Leipzig 1871, 4. verm. Auflage, Verlag der Genossenschaftsbuchdrucker, Leipzig 1874 Digitalisat.
- Wissen ist Macht – Macht ist Wissen. Leipzig 1872. Digitalisat Neue Auflage 1891
- Die Grund- und Bodenfrage. Leipzig 1874, Neuauflage 1876; Genossenschaftsdruckerei, 1874 Digitalisat.
- Ueber die politische Stellung der Sozialdemokratie insbesondere mit Bezug auf den Reichstag. Ein Vortrag, gehalten in einer öffentlichen Versammlung des demokratischen Arbeitervereins zu Berlin 31. Mai 1869. Mit einem Vorwort und einem tragikomischen Nachspiel. Leipzig 1874. Digitalisat
- Zur orientalischen Frage oder soll Europa kosakisch werden? Höhme, Leipzig 1878. Digitalisat und Volltext im Deutschen Textarchiv, Digitalisat
- Die Emser Depesche oder wie Kriege gemacht werden. Wörlein, Nürnberg 1891. Digitalisat
- Volks-Fremdwörterbuch. 4. Bände. Leipzig 1874. (23. Aufl. 1953)
- Robert Blum und seine Zeit. Wörlein, Nürnberg 2. A. 1890.
- Ein Blick in die neue Welt. J. H. W. Dietz, Stuttgart 1887. Digitalisat
- Geschichte der Französischen Revolution. Dresden 1890.
- Was die Sozialdemokraten sind und was sie wollen. (Mitte der 70er Jahre geschrieben). Berlin 1891 Digitalisat
- Robert Owen. Sein Leben und sozialpolitisches Wirken. Dresden 1892.
- Zum 18. März und Verwandtes. Wörlein, Nürnberg 1893 Digitalisat
- Karl Marx zum Gedächtnis. Wörlein, Nürnberg 1896.
- Fraktion über Parteitag? In: Die neue Zeit.Revue des geistigen und öffentlichen Lebens. 16.Jg. 1897-98, 1. Band(1898), Heft 9, S. 260–269 Digitalisat
- Kein Kompromiß – Kein Wahlbündnis. Berlin 1899. (online mit Links zu den einzelnen Abschnitten auf marxists.org)

Traduit en français
- Paul Lafargue, Wilhelm Liebknecht, Souvenir sur Marx, Partie Souvenir sur Marx (Extraits) (1896), p. 27-68 ; réédition éd. du Sandre, 68 p., 2008

Correspondances
- Victor Adler. Briefwechsel mit August Bebel und Karl Kautsky sowie Briefe von und an Ignaz Auer, Eduard Bernstein, Adolf Braun, Heinrich Dietz, Friedrich Ebert, Wilhelm Liebknecht, Hermann * Müller und Paul Singer. Gesammelt u. erl. von Friedrich Adler. Hrsg. vom Parteivorstand der Sozialistischen Partei Österreichs. Verlag der Wiener Volksbuchhandlung, Wien 1954.
- Wilhelm Liebknecht. Briefwechsel mit Karl Marx und Friedrich Engels. Hrsg. u. bearb. von Georg Eckert. Mouton, The Hague 1963. (Quellen und Untersuchungen zur Geschichte der deutschen und österreichischen Arbeiterbewegung 5)
- Wilhelm Liebknecht. Briefwechsel mit deutschen Sozialdemokraten. Teil 1. 1862–1878. Hrsg. u. bearb. von Georg Eckert. van Gorcum, Assen 1973. (Quellen und Untersuchungen zur Geschichte der deutschen und österreichischen Arbeiterbewegung. Neue Folge 4 )  (ISBN 90-232-0858-7).
- Erich Kundel: Zur Entstehungsgeschichte des “Anti-Dühring”. Unveröffentlichte Briefe von Wilhelm Liebknecht und Hermann Ramm an Karl Marx und Friedrich Engels. In: Marx-Engels-Jahrbuch. 2, Diez Verlag, Berlin 1979, S. 271–310.
- Wilhelm Liebknecht. Briefwechsel mit deutschen Sozialdemokraten. Teil 2. 1878–1884. Hrsg. u. bearb. von Götz Langkau. van Gorcum, Assen 1988. (Quellen und Studien zur Sozialgeschichte 8)  (ISBN 90-232-0858-7).